# عبدي ميلكوتي
إيناروس الأول من أتريب (665 قبل الميلاد) كان أميرًا مصريًا قديمًا تمرد ضد الآشوريين أثناء احتلالهم لمصر الذي لم يدم طويلًا. أدى نضاله ضد الآشوريين إلى ظهور سلسلة كاملة من القصص، تُعرف باسم قصص إيناروس، والتي يعود تاريخ آخرها إلى القرن الثاني الميلادي، بعد حوالي 750 عامًا من وفاته.
لا يُعرف سوى القليل عن الأحداث التاريخية التي أحاطت بتمرده، بصرف النظر عن حقيقة أنه جاء من عائلة بارزة. كان ابنًا للأمير با كن رع نف من أتريب، الذي ورد ذكره في سجلات الملك الآشوري آشوربانيبال، وكان جده الأمير بيتيس من أتريب، الذي ورد ذكره في نصب النصر للملك الكوشي بعنخي. تم تأليه كل من والده وجده بعد وفاتهما.
غالبًا ما يتم الخلط بين إيناروس الأول في كل من الأدب القديم والحديث وبين اسمه إيناروس الثاني، الذي تمرد على الفرس بعد حوالي 200 عام.

## أدلة معاصرة
إيناروس الأول كان ابن با كن رع نف الثالث. وحفيد بيتوباستيس الثاني (باداسيت). تم التعرف على اسمه الذي تم حفظه جزئيًا فقط، بأمان بواسطة كيم ريهولت، من بين آخرين، فيما يتعلق بمخطوطات كارلسبرغ. على سبيل المثال، تم توثيق قسم الولاء لإله المدينة تشينتيشتاي. بالإضافة إلى ذلك، فإن معبد أتريب معروف من خلال ذكر حملاته. في النقوش الآشورية تحت آشوربانيبال بجانب با كن رع نف الثالث. يُطلق على إيناروس اسم قريب جدًا من النطق المصري المتأخر «ينشارو» (عين حورس)، وبالتالي أيضًا الاسم اليوناني «إيناروس».
كما تم توثيق اسم مسؤول المحكمة في قوائم الأسماء الشخصية الآشورية، والتي، كمعادلة آشورية محتملة، نشارو تتطابق مع ينشارو المصري الراحل. في مصادر آشورية أخرى، تحدث الهجاء المصري في التطبيق الآشوري، لذلك نظرًا لضيق الأفق الزمني في علم المصريات، تم افتراض العديد من الوثائق المعاصرة لإيناروس.
إيناروس الأول هو جزء من الثورات ضد الحكم الآشوري فيما يتعلق بـ نخاو الأول وتنوت أماني. تم استخدام أفعاله كعنصر جديد في قصة معركة درع إيناروس. هناك دفن إيناروس بعد وفاته في بوسيرس. قد تكون الحملات الأثرية الإضافية قادرة على توضيح ما إذا كان هذا المؤشر للسرد يقترب من الواقع.

## التسلسل الزمني لإيناروس وسترابو
وفقًا للمؤرخ القديم سترابو، هُزم إيناروس على يد الميليسيين في عهد بسماتيك الأول، الذي قيل إنه كان مسؤولاً عن تأسيس مدينة نوكراتيس في نفس الوقت تقريبًا. أظهرت الحفريات أن أول آثار الاستيطان في نوكراتيس تعود إلى اكتشافات خزفية في الثلث الثاني من القرن السابع قبل الميلاد. يتم تحديدها. يوضح سترابو كذلك أن بسماتيك كان معاصرًا لـ سياخريس.
بشكل عام، تتطابق معلومات سترابو التسلسلية فيما يتعلق بـ إيناروس الأول إلى حد كبير مع الأحداث الفعلية، على الرغم من أن وضع حجر الأساس من قبل نوكراتيس في عهد بسماتيك الأول لم يتم تنفيذه إلا بعد بضعة عقود، ولا تزال هناك شكوك زمنية صغيرة أخرى فيما يتعلق ببيانات سترابو.